# Polski Przegląd Dyplomatyczny (1919–1921)
Polski Przegląd Dyplomatyczny. Pismo poświęcone zagadnieniom polityki międzynarodowej – pismo ukazujące się w latach 1919-1921 w Warszawie. Wydawcą było Ministerstwo Spraw Zagranicznych. Pismo podejmowało zagadnienia stosunków międzynarodowych, dyplomacji oraz problematykę europejską itp. w kontekście spraw odrodzonego państwa polskiego.
Do tradycji pisma nawiązuje wydawany przez Polski Instytut Spraw Międzynarodowych od 2001 roku „Polski Przegląd Dyplomatyczny”.